# Torbjørn Bergerud
Torbjørn Sittrup Bergerud (* 16. Juli 1994 in Drammen) ist ein norwegischer Handballspieler.

## Karriere

### Verein
Torbjørn Bergerud spielte von 2011 bis 2015 für den Drammen HK und von 2015 bis 2016 für den LUGI HF.
Ab dem Jahr 2016 hütete der 1,97 Meter große Torwart das Tor des Team Tvis Holstebro. Mit Holstebro gewann er den dänischen Pokalwettbewerb des Jahres 2017. 
Ende Juli 2017 unterschrieb Bergerud für die Saison 2018/19 einen Dreijahresvertrag bei der SG Flensburg-Handewitt. Mit der SG Flensburg-Handewitt gewann er 2019 die deutsche Meisterschaft.
Bergerud hütete in der Saison 2021/22 das Tor des dänischen Erstligisten GOG, mit dem er dänischer Meister wurde. Anschließend wechselte er zum norwegischen Erstligisten Kolstad IL. Mit Kolstad gewann er 2023 die norwegische Meisterschaft und den norwegischen Pokal. Im Sommer 2025 wechselte er zum polnischen Erstligisten Wisła Płock.

### Nationalmannschaft
Am 4. Juni 2013 debütierte er in der Norwegischen Nationalmannschaft. Mit Norwegen wurde er 2017 und 2019 Vize-Weltmeister. Mit Norwegen erreichte er das Viertelfinale bei den Olympischen Spielen in Tokio. Bei der Weltmeisterschaft 2023 stand er ebenfalls im Aufgebot und wurde zwei Mal als Player of the Match ausgezeichnet. Mit Norwegen nahm er an den Olympischen Spielen in Paris teil. Bei der Weltmeisterschaft 2025 bestritt er sechs Spiele und erreichte mit der Auswahl den 10. Platz.